# Pi del Carrer del Pi
El pi del carrer del Pi (Pinus halepensis) era un arbre que es trobava a Sant Pere de Ribes (el Garraf). Una forta ventada que va tenir lloc el 27 de desembre de 2017 el va fer caure.

## Dades descriptives
- Perímetre del tronc a 1,30 m: 2,38 m.
- Perímetre de la base del tronc: 3,05 m.
- Alçada: 15,33 m.
- Amplada de la capçada: 14,53 m.
- Altitud sobre el nivell del mar: 66 m.[1]

## Entorn
S'ubicava en el sistema urbà de Sant Pere de Ribes, dins del pati de la casa de Can Peret Boter, on convivia amb cactàcies en test, cintes, clavells d'aire, morelles de paret, avellanetes, cràssules, lletsons bords, blets, heures, ficus, figueres, moreres blanques i llorers.

## Aspecte general
La forma del tronc era peculiar, inclinada i sinuosa. El peculiar torçament del tronc el convertia en un pi amb identitat pròpia, molt peculiar i sorprenent, sobretot per a qui el veia per primera vegada. El suportava una espectacular fèrula o crossa de ferro, que ajudava a subjectar-lo. A principis del 2008 l'arbre va perdre dues grans branques per esqueixament, una de les quals va quedar sobre la teulada d'una casa veïna. D'ençà d'aquest fet rebia una actuació gairebé anual de buidatge i reducció de pes. Els veïns estaven força preocupats per si part de la capçada acabava trencant-se. Això acabà passant el 27 de desembre de 2017, quan una forta ventada trencà el pi per la meitat.

## Curiositats
Té un component d'identitat simbòlica entre els veïns del poble i tothom coneix el pi del carrer del Pi (un carrer que abans era anomenat carrer de les Roques, ja que era un vell camí fet sobre roca, propi d'alguns pobles del Garraf). Entre els veïns d'edat és habitual referir-s'hi com a Pi de la Misèria.

## Accés
Cal dirigir-se al poble mateix, al carrer del Pi. GPS 31T 0397319 4568629.